# Kuurne-Bruxelles-Kuurne 2020
La 72e édition de Kuurne-Bruxelles-Kuurne, une course cycliste masculine sur route, a lieu en Belgique le 1er mars 2020. L'épreuve est disputée sur 201 kilomètres avec un départ et une arrivée à Kuurne. Elle fait partie du calendrier UCI ProSeries 2020 (deuxième niveau mondial) en catégorie 1.Pro. 
L'épreuve est remportée en solitaire par le Danois Kasper Asgreen (Deceuninck-Quick Step). Il devance de quelques secondes le peloton qui est réglé par l'Italien Giacomo Nizzolo (NTT Pro Cycling) devant le Norvégien Alexander Kristoff (UAE Team Emirates).

## Équipes participantes
| WorldTeams (18)- AG2R La Mondiale - Astana - Bora-Hansgrohe - Bahrain McLaren - CCC Team - Cofidis - Deceuninck-Quick Step - EF Pro Cycling - Groupama-FDJ - Ineos - Israel Start-Up Nation - Lotto Soudal - Mitchelton-Scott - Movistar Team - NTT Pro Cycling - Team Sunweb - Trek-Segafredo - UAE Team Emirates ProTeams (7)- Alpecin-Fenix - B&B Hotels-Vital Concept p/b KTM - Bingoal-Wallonie Bruxelles - Circus-Wanty Gobert - Sport Vlaanderen-Baloise - Total Direct Énergie - Uno-X Norwegian Development |
| |

## Classements

### Classement final
| \| Classement général \| Classement général \| Classement général \| Classement général \| Classement général \| \| Coureur \| Coureur \| Pays \| Équipe \| Temps \| \| ------------------ \| ------------------ \| ------------------ \| ---------------------- \| ------------------ \| \| 1er \| Kasper Asgreen \| Danemark \| Deceuninck-Quick Step \| 4 h 47 min 18 s \| \| 2e \| Giacomo Nizzolo \| Italie \| NTT Pro Cycling \| + 3 s \| \| 3e \| Alexander Kristoff \| Norvège \| UAE Team Emirates \| + 3 s \| \| 4e \| Fabio Jakobsen \| Pays-Bas \| Deceuninck-Quick Step \| + 3 s \| \| 5e \| Jasper Stuyven \| Belgique \| Trek-Segafredo \| + 3 s \| \| 6e \| Hugo Hofstetter \| France \| Israel Start-Up Nation \| + 3 s \| \| 7e \| Sonny Colbrelli \| Italie \| Bahrain McLaren \| + 3 s \| \| 8e \| Ben Swift \| Royaume-Uni \| Team Ineos \| + 3 s \| \| 9e \| Dries Van Gestel \| Belgique \| Total Direct Énergie \| + 3 s \| \| 10e \| Jürgen Roelandts \| Belgique \| Movistar Team \| + 3 s \| |                    |             |                        |                 |
| |                    |             |                        |                 |
| Source : ProCyclingStats |                    |             |                        |                 |
| Classement général |                    |             |                        |                 |
| Coureur | Coureur            | Pays        | Équipe                 | Temps           |
| 1er | Kasper Asgreen     | Danemark    | Deceuninck-Quick Step  | 4 h 47 min 18 s |
| 2e | Giacomo Nizzolo    | Italie      | NTT Pro Cycling        | + 3 s           |
| 3e | Alexander Kristoff | Norvège     | UAE Team Emirates      | + 3 s           |
| 4e | Fabio Jakobsen     | Pays-Bas    | Deceuninck-Quick Step  | + 3 s           |
| 5e | Jasper Stuyven     | Belgique    | Trek-Segafredo         | + 3 s           |
| 6e | Hugo Hofstetter    | France      | Israel Start-Up Nation | + 3 s           |
| 7e | Sonny Colbrelli    | Italie      | Bahrain McLaren        | + 3 s           |
| 8e | Ben Swift          | Royaume-Uni | Team Ineos             | + 3 s           |
| 9e | Dries Van Gestel   | Belgique    | Total Direct Énergie   | + 3 s           |
| 10e | Jürgen Roelandts   | Belgique    | Movistar Team          | + 3 s           |

### Classements UCI
La course attribue des points au Classement mondial UCI 2020 selon le barème suivant.
| Position           | 1er | 2e  | 3e  | 4e  | 5e | 6e | 7e | 8e | 9e | 10e | 11e | 12e | 13e | 14e | 15e | 16e à 30e | 31e à 40e |
| Classement général | 200 | 150 | 125 | 100 | 85 | 70 | 60 | 50 | 40 | 35  | 30  | 25  | 20  | 15  | 10  | 5         | 3         |